# Bollywood Dream
Bollywood Dream (título original en portugués: Bollywood Dream - O Sonho Bollywoodiano) es una película de 2010 producida entre Brasil y la India, escrita y dirigida por Beatriz Seigner en su debut como directora. Fue la primera producción cinematográfica producida entre ambos países.

## Sinopsis
La película relata la historia de tres actrices brasileñas que deciden probar suerte en Bollywood, la industria cinematográfica de la India, pero que una vez que entran en el corazón de la cultura de ese país, sus sueños se ven modificados por el contraste entre Oriente y Occidente.

## Reparto
- Paula Braun es Ana Caeiro.
- Nataly Cabanas es Sofia Campos.
- Mohana Krishna es Raj.
- Lorena Lobato es Luna Reis.
- Geetha Satish es Neala.
- Kaushik Satish es Kalya.